# Susan Crawford

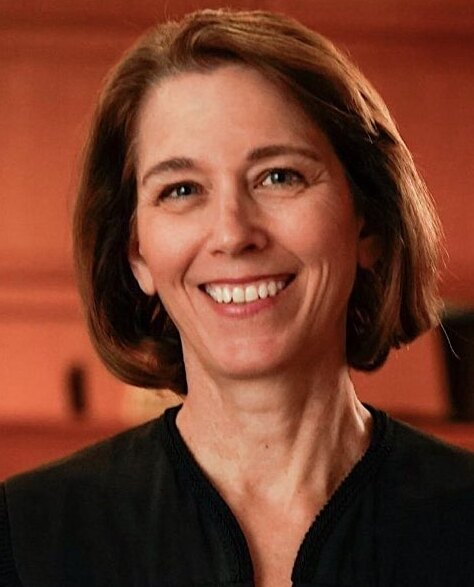
Susan Crawford (2025)

Susan Margaret Crawford, meist Susan Crawford genannt (* 1. März 1965 in Lewiston (New York)) ist eine US-amerikanische Rechtsanwältin. Sie wurde im April 2025 zu einem von insgesamt sieben Richtern, sechs Frauen und ein Mann, am Wisconsin Supreme Court, dem höchsten Gericht des US-Bundesstaates, gewählt.

## Leben
Susan Crawford wuchs in Chippewa Falls auf. Sie studierte zunächst Englisch an der Lawrence University und nach dem Bachelorabschluss Englisch an der Indiana University. Das Studium dort schloss Crawford mit dem Master ab. Sie studierte dann Rechtswissenschaft an der University of Iowa und schloss dieses Studium 1994 ab.
Crawford war Rechtsberaterin von Gouverneur Jim Doyle, arbeitete im Wisconsin Department of Natural Resources und dem Wisconsin Department of Corrections sowie schließlich unter Gouverneur Doyle Assistant Attorney General. Sie wurde dann Partnerin in einer Rechtsanwaltskanzlei in Madison. Als Anwältin vertrat sie unter anderem Planned Parenthood in Bezug auf das Recht auf Schwangerschaftsabbruch, Lehrergewerkschaften, und klagte erfolgreich gegen Wahlrechtsänderungen. 2018 wurde sie zur Richterin am Dane County Circuit Court gewählt, Wo sie unter anderem Mord- und Sexualprozesse sowie Fälle häuslicher Gewalt verhandelte. Sie wurde 2022 in das Richteramt wiedergewählt.

## Wisconsin Supreme Court
Als die dem liberalen Flügel des höchsten Gericht zugerechnete Richterin Ann Walsh Bradley ankündigte, in den Ruhestand zu treten, kandidierte Crawford für deren Sitz am Wisconsin Supreme Court. Während sie von der Demokratischen Partei und liberalen Spendern unterstützt wurde, wurde ihr Gegenkandidat, Richter am Waukesha County Circuit Court und ehemaliger republikanischer Attorney General Brad Schimel, von Republikanern, Donald Trump und Elon Musk unterstützt. Der Wahlkampf, der in Wisconsin offiziell parteiunabhängig ist, war mit geschätzt über 100 Millionen Dollar der teuerste Wahlkampf für eine Richterstelle in der Geschichte der Vereinigten Staaten, er brach den bei der Wahl der Richterin Janet Protasiewicz 2023 in Wisconsin aufgestellten Rekord ($ 56 Millionen). Elon Musk und ihm zuzurechnende Gruppen gaben alleine schon etwa 25 Millionen Dollar zugunsten ihres Gegenkandidaten aus. Musk trat auch persönlich im Wahlkampf auf und behauptete, dass die Entwicklung der westlichen Zivilisation vom Ausgang der Wahl in Wisconsin abhinge. Für Susan Crawford trat demokratische Prominenz wie Bernie Sanders, Tim Walz und Amy Klobuchar auf. Sie war auch Empfängerin von Spenden von Reid Hoffman, J. B. Pritzker und George Soros, die aber nicht Musks Großspendensummen erreichten. Die Wahl am 1. April 2025 hatte eine geringere Wahlbeteiligung als die Präsidentschaftswahl im November 2024, aber eine deutlich höhere als bei der Wahl von Janet Protasiewicz in den Wisconsin Supreme Court zwei Jahre zuvor. Sie gewann die Wahl gegen Schimel mit 55 % zu 45 %.

## Belege
1. ↑  Election Results 2025, Wahlergebnisse.
2. 1 2 3  Hope Karnopp: Who is Susan Crawford? Where Wisconsin Supreme Court candidate stands on voter ID, abortion, redistricting and more, Milwaukee Journal Sentinel vom 2. April 2025
3. 1 2  Scott Bauer: Who is Susan Crawford? Wisconsin Supreme Court winner has fought for union and abortion rights, ABC News vom 1. April 2025
4. ↑  Adam Edelman: Susan Crawford wins Wisconsin Supreme Court race, defying Elon Musk, NBC News vom 1. April 2025
5. ↑  dpa/lmb/LTO-Redaktion: Trotz Musk-Millionen für Konservativen Liberale Kandidatin gewinnt Wahl um wichtigen Richterposten. In: lto.de. Legal Tribune Online ist ein Rechtsmagazin der Wolters Kluwer Deutschland GmbH, 2. April 2025, abgerufen am 15. April 2024.
6. ↑   Megan O’Matz: Will Extreme Spending and Partisanship Undermine Trust in State Supreme Courts?, ProPublica vom 6. April 2025
7. ↑   Reid J. Epstein: Liberal Wins Wisconsin Court Race, Despite Musk’s Millions, The New York Times vom 1. April 2025
8. ↑   Nomia Iqbal/Max Matza: Democratic-backed judge wins Wisconsin race in setback for Elon Musk, BBC vom 1. April 2025
9. ↑   Byron Manley/Zachary B. Wolf/Curt Merrill: Turnout in Wisconsin’s Supreme Court race was remarkable for an off-year election, CNN vom 2. April 2025
10. ↑  Wisconsin Supreme Court Election Results, The New York Times vom 4. April 2025

| Personendaten    | Personendaten                                                              |
| ---------------- | -------------------------------------------------------------------------- |
| NAME             | Crawford, Susan                                                            |
| ALTERNATIVNAMEN  | Crawford, Susan Margaret                                                   |
| KURZBESCHREIBUNG | US-amerikanische Juristin, Richterin am Obersten Gerichtshof von Wisconsin |
| GEBURTSDATUM     | 1. März 1965                                                               |
| GEBURTSORT       | Lewiston (New York)                                                        |